# Reactor nuclear rápido refrigerado por sodio

Reactor nuclear rápido refrigerado por sodio del tipo piscina (en inglés: Sodium-Cooled Fast Reactor, SFR).

El reactor nuclear rápido refrigerado por sodio o SFR (del inglés: Sodium-cooled Fast Reactor) es un proyecto de reactor nuclear de IV generación para diseñar un reactor nuclear de neutrones rápidos avanzado.
Se construye a partir de dos proyectos estrechamente relacionados ya existentes, el LMFBR y el Reactor Nuclear Rápido Integral, con el objetivo de producir un reactor nuclear de espectro rápido, refrigerado por sodio.
Se pretende que estos reactores nucleares sean usados en centrales nucleares para producir energía nuclear utilizando combustible nuclear.

## Ciclo de combustible
El ciclo del combustible nuclear emplea un reciclaje total de los actínidos con dos opciones principales: uno es un reactor nuclear refrigerado por sodio de tamaño intermedio (150–600 MWe) usando combustible de aleación metálica uranio-plutonio-actínidos menores-circonio, apoyado por un ciclo de combustible basado en el reprocesamiento pirometalúrgico en instalaciones integradas con el reactor nuclear. La segunda es un reactor nuclear refrigerado por sodio de tamaño medio a grande (500–1,500 MWe) usando combustible mezclado de óxido de plutonio-uranio, apoyado por un ciclo de combustible basado en procesamiento acuoso avanzado en un lugar central prestando servicio a varios reactores nucleares. La temperatura de salida es de aproximadamente 510–550 grados Celsius para ambos.

## Sodio como refrigerante

### Ventajas

Diagrama esquemático que muestra las diferencias entre los diseños de ciclo y de piscina de un reactor nuclear reproductor rápido de metal líquido.

Una ventaja de los refrigerantes de metal líquido es su alta capacidad calofírica la que proporciona una inercia térmica contra el sobrecalentamiento.  El agua es difícil de usar como refrigerante para un reactor nuclear rápido debido a que el agua actúa como un moderador de neutrones que frena a los neutrones rápidos y los pasa a neutrones térmicos. Mientras que puede ser posible utilizar agua supercrítica como refrigerante en un reactor nuclear rápido, esto requeriría una muy alta presión. En contraste, los átomos del sodio son mucho más pesados que los del oxígeno o del hidrógeno que se pueden encontrar en el agua y por lo tanto los neutrones pierden menos energía en las colisiones con los átomos del sodio. También el sodio no necesita ser presurizado dado que su punto de ebullición es mucho más alto que la temperatura de operación del reactor y el sodio no corroe las partes de acero del reactor.

### Desventajas
Una desventaja del sodio es su reactividad química, la que requiere precauciones especiales para prevenir y apagar incendios. Si el sodio entra en contacto con el agua explota y se incendia cuando entra en contacto con el aire. Esto fue lo que sucedió en la Central Nuclear de Monju en un accidente del año 1995. Adicionalmente, los neutrones hacen que se convierta en radiactivo, sin embargo, el sodio activado solo tiene una vida media de 15 horas.

## Metas de diseño
La temperatura de operación no debería sobrepasar la temperatura de fusión del combustible. La interacción química del combustible con el revestimiento (en inglés: Fuel-to-Cladding Chemical Interaction, FCCI) tenía que ser impedida desde el diseño. La FCCI es la fusión eutéctica entre el combustible y el revestimiento; el uranio, el plutonio y el lantano (un producto de la fisión) inter-permean con el hierro del revestimiento. La aleación que se forma tiene una baja temperatura de fusión eutéctica. La FCCI causa que el revestimiento reduzca su resistencia y en algún momento podría romperse. La cantidad de transmutación transuránica está limitada por la producción de plutonio a partir  del uranio. Se ha propuesto utilizar óxido de magnesio como una solución de diseño para tener una matriz inerte. El óxido de magnesio tiene un orden de magnitud inferior de probabilidad de interactuar con los neutrones (ya sean térmicos o rápidos) cuando se le compara con elementos como el hierro.
El reactor nuclear SFR está diseñado para manejar los desechos de alto nivel, y en particular, el manejo del plutonio y otros actínidos. Características importantes de seguridad del sistema incluyen una largo tiempo de respuesta termal, un gran margen para ebullición del refrigerante, un sistema primario que opera cerca de la presión atmosférica y un sistema intermedio de sodio entre el sodio radiactivo en el sistema primario y el agua y el vapor en la central generadora de energía. Con innovaciones para reducir el costo del capital, tales como un diseño modular, la remoción de un ciclo primario, la integración de la bomba y del intercambiador de calor intermedio o simplemente encontrar mejores materiales para la construcción, el SFR puede ser una tecnología viable para la generación de electricidad.
El espectro rápido del SFR también hace posible la utilización de los materiales fisibles y fértiles disponibles (incluyendo el uranio empobrecido) considerablemente más eficientemente que los reactores nucleares de espectro térmico con ciclos de combustible de una sola pasada.

## Reactores nucleares
Algunos reactores nucleares refrigerados por sodio son:
| - BN-350, Rusia - BN-600, Rusia (operacional al año 2013). Diseño de piscina. - BN-800, Rusia (en construcción a agosto de 2013, se espera que su primera criticidad se logre a finales del año 2013) - Reactor Nuclear Rápido Experimental Chino (operacional al año 2013) - Proyecto del Reactor Nuclear Reproductor de Clinch River, Estados Unidos - Reactor Nuclear Rápido Prototipo de Dounreay, Reino Unido - Fermi 1, Estados Unidos - Reactor Nuclear Reproductor Experimental I, Estados Unidos - Reactor Nuclear Reproductor Experimental II, Estados Unidos. Diseño de piscina. - Reactor Nuclear Reproductor Rápido de Pruebas, India | - Jōyō, Japón - Central Nuclear de Monju, Japón (se informó que sería reiniciada a finales del 2013-2014). Diseño de ciclo. - Phénix, Francia. Diseño de piscina. - Reactor Nuclear Reproductor Rápido Prototipo, India (en construcción, informó criticidad en el año 2014) - S1G y S2G, Armada de Estados Unidos - SNR-300, Alemania - Reactor Nuclear Experimental de Sodio, Estados Unidos - Superphénix, Francia - Rapsodie, Francia |

La mayoría de estos eran centrales experimentales, que ya no se encuentran operacionales
Relacionados:
- Instalación de Pruebas de Fast Flux, Estados Unidos, un reactor de neutrones rápidos refrigerado por sodio